# چالرز کاماردا
چالرز کاماردا (به انگلیسی: Charles Camarda) فضانورد اهل کشور ایالات متحده آمریکا است که در ۸ مهٔ ۱۹۵۲ میلادی در کویینز زاده شد. وی در مأموریت اس‌تی‌اس-۱۱۴ حضور داشته است.چالرز کاماردا به مدت ۱۳روز و ۲۱ ساعت و ۳۲دقیقه در فضا بوده است.